# Lakatos Róbert (filmrendező)
| Lakatos Róbert (filmrendező)              | Lakatos Róbert (filmrendező)              |
| Kattints az alábbi külső linkek egyikére! | Kattints az alábbi külső linkek egyikére! |
| ----------------------------------------- | ----------------------------------------- |
| Nem található szabad kép.(?)              |                                           |
| külső link · jogvédett                    | Lakatos Róbert                            |

Lakatos Róbert (Kolozsvár, 1968. október 30. –) romániai magyar filmrendező, producer, forgatókönyvíró.

## Élete
2000 áprilisában, a Lengyel Színház- és Filmművészeti Főiskola operatőr szakán diplomázott. Jelenleg a filmkészítés mellett a Sapientia Erdélyi Magyar Tudományegyetem fotó, film és média szakának tanára.

## Filmográfia

### Producerként
- Ariadné fonala (2009)
- Kakukk (Cuckoo) (2008)

### Rendezőként
- Ki kutyája vagyok én? (2022)[1]
- A Drakula dilemma (2014)
- Bahrtalo! Jó szerencsét! (Bahrtalo! Good Luck!) (2008)
- KVSC – 100 év adrenalin (2006)
- Moszny (2006)
- Spílerek avagy Casino Transsylvaniae (2005)
- Bahrtalo! (2004)
- Ördögtérgye (2003)
- Csendország (2001)

### Forgatókönyvíróként
- Kakukk (Cuckoo) (2008)
- KVSC – 100 év adrenalin (2006)

### Operatőrként
- KVSC – 100 év adrenalin (2006)
- Moszny (2006)
- Spílerek avagy Casino Transsylvaniae (2005)

## Díjai, kitüntetései
- Ördögtérgye – a 35. Magyar Filmszemle legjobb kisjátékfilmjének járó díja (2004)[2]